# حادثه سان فرانسیسکو
حادثه سان فرانسیسکو با عنوان اصلی مردم خیابانی (به ایتالیایی: Gli esecutori) فیلمی ایتالیایی، در ژانر  اکشن و جنایی است که در سال ۱۹۷۶ به کارگردانی مائوریتسیو لوچیدی ساخته شده است. فیلمنامه را نویسنده فیلم ارتباط فرانسوی، ارنست تایدیمن نوشته است. کمپانی آمریکن اینترنشنال پیکچرز این فیلم را در ایالات متحده پخش و منتشر کرده‌است.

## بازیگران
- راجر مور در نقش اولیس
- استیسی کیچ در نقش چارلی هانسون
- ایوو گارانی در نقش سالواتوره فرانچسکو
- فائوستو توتسی در نقش نیکولتا
- انیو بالبو
- لورتا پرشیچتی در نقش هانا
- پیتر مارتل در نقش پانو
- لوئیجی کازلاتو در نقش پیت
- اتوره مانی در نقش اسقف لوپتری
- رزماری لینت در نقش دوست دختر سالواتوره

## تولید
این فیلم در رم، سانفرانسیسکو و آگریجنتو فیلمبرداری شده است. 

## انتشار فیلم
فیلم مردم خیابانی در تاریخ ۳۰ مارس ۱۹۷۶ در ایتالیا به صورت سینمایی اکران شد و در مجموع ۴۵۸٬۰۹۸٬۶۲۰ لیر ایتالیا در اکران نمایشی خود درآمد کسب کرد. 

## داستان
یک رئیس مافیا که مظنون به قاچاق محموله بزرگ هروئین به سان فرانسیسکو است عصبانی می‌شود و برای شناسایی مقصر این ماجرا وارد عمل می‌شود و….